# Sai de Baixo
Sai de Baixo é um sitcom brasileiro produzido e exibido pela TV Globo de 31 de março de 1996 a 31 de março de 2002, em 241 episódios divididos em 7 temporadas.
Criado por Luis Gustavo e Daniel Filho, o seriado contou com Miguel Falabella, Aracy Balabanian, Luis Gustavo e Marisa Orth em todas as temporadas como uma família disfuncional morando em São Paulo, com os papéis da empregada e do porteiro do lugar sendo interpretados por Tom Cavalcante, Cláudia Jimenez, Márcia Cabrita, Luiz Carlos Tourinho e Cláudia Rodrigues. Com episódios escritos por Falabella, Rosana Hermann, Maria Carmem Barbosa, Flavio de Souza, Maurício Guilherme, Elias Andreato, Noemï Marinho, Cláudio Torres Gonzaga e Euclydes Marinho, entre outros roteiristas, o programa foi um sucesso de crítica e audiência.
A partir de maio de 2010 passou a ser reprisado pelo canal de TV por assinatura Viva. Em 2013, foram gravados 4 novos episódios, com parte do elenco original, em comemoração aos 3 anos do canal Viva, que foram exibidos entre 11 de junho e 2 de julho, e na TV Globo, entre 3 de novembro e 24 de novembro. Também rendeu um filme, Sai de Baixo - O Filme, de 2019.

## Formato
Sai de Baixo fez muito sucesso em seu início, por se diferenciar dos demais humorísticos em exibição à época no Brasil. O formato do programa era diferente também das sitcoms norte-americanas, no sentido de que era bastante informal: por ser gravado no palco de um teatro paulistano, o Procópio Ferreira, estimulava assim a interação com o público. Os atores frequentemente interagiam com a plateia (quebrando assim a quarta parede), saíam do personagem, esqueciam as falas ou riam das próprias situações que estavam encenando. Cada episódio era gravado 2 vezes, e na edição do humorístico eram misturadas as melhores imagens de cada gravação. Muitos dos erros eram editados e não apareciam no final, mas se fosse uma situação que desse graça à história poderia ir ao ar daquela forma.
Vavá (Luis Gustavo) encarnava um chefe de família desastrado e o síndico do edifício residencial em cujo 6° andar morava, Caco Antibes (Miguel Falabella) o genro, Magda (Marisa Orth), esposa de Caco, Cassandra (Aracy Balabanian) a mãe de Magda e uma ex grã-fina que nunca deixou para trás o seu antigo estilo de vida, Edileuza (Claudia Jimenez) a empregada doméstica folgada e desbocada e Ribamar (Tom Cavalcante) o porteiro do edifício que se aproveitava do síndico Vavá.
O palco era a sala de estar de um apartamento localizado no 6° andar de um edifício residencial – apartamento esse com um sofá, uma mesa e uma estante próximas à cozinha, uma vista do Largo do Arouche pelas janelas das sacadas, um banheiro e portas que davam para fora, para os quartos, para o elevador panorâmico externo do edifício, para o banheiro, para a cozinha e um hall para os quartos (o de Vavá, o de Cassandra e o de Caco e Magda) – jamais mostrados. Em 1997, a cozinha começou a aparecer no cenário, porém no ano seguinte deixou de ser mostrada. Em 2000, 8 episódios foram filmados num café fictício chamado Arouche's Place: 7 episódios foram ao ar (apenas 1 episódio ficou engavetado), e logo depois o cenário voltou a ser o apartamento.
Ao fim de cada episódio as cortinas do palco se fechavam, como numa peça de teatro. Elas então abriam de novo, quando o elenco poderia ser ovacionado pela plateia.
Apenas um episódio foi apresentado ao vivo, Toma que o Filme é Teu, em 1998. Como não havia maneira de editar erros, os atores tentaram improvisar ao mínimo, evitando também usar palavras chulas. Foi tratado como um evento de gala pela emissora, que convidou uma audiência VIP para o show.
Em 2001, a Rede Globo decidiu encerrar a produção de Sai de Baixo. Para tristeza de parte do elenco, em especial seu idealizador Luis Gustavo, o último episódio do humorístico foi gravado em 18 de dezembro de 2001 e exibido em 31 de março do ano seguinte.

## Histórico

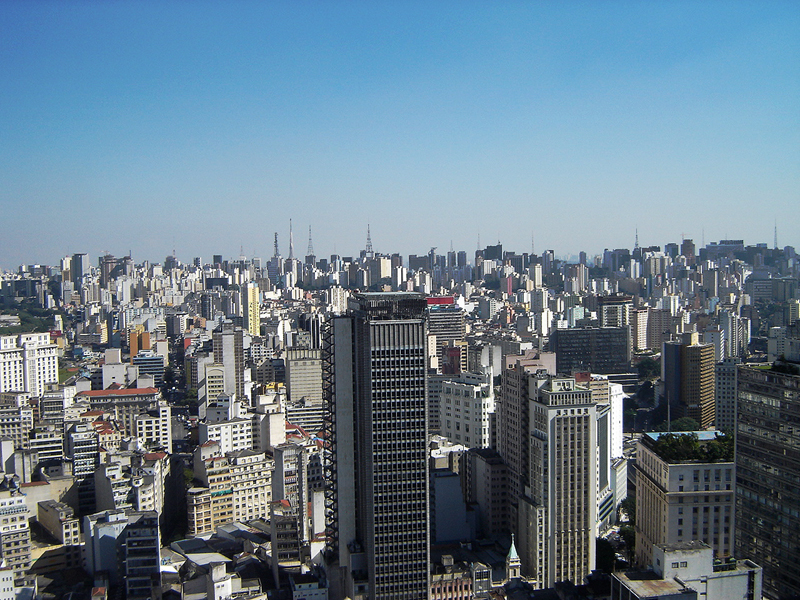
A comédia se passava em um apartamento, da zona central paulistana

O programa foi idealizado no começo da década de 1990 por Luis Gustavo e Daniel Filho, que tinha a ideia de fazer um humorístico gravado em um teatro com plateia, em formato parecido com o de Família Trapo. Com o nome inicial de Amigos, Amigos, o roteiro foi oferecido ao SBT, que rejeitou o programa. Foi posteriormente aceita pela Rede Globo, que lhe deu a difícil tarefa de ganhar do Topa Tudo por Dinheiro, programa comandado por Sílvio Santos exibido no mesmo horário que viria a ser ocupado pelo Sai de Baixo - às 22h dos domingos após o Fantástico. Na sua estreia, o programa conseguiu chegar a 26 pontos de audiência, empatando com o SBT. A audiência só fez crescer com o decorrer da temporada, que retomou o primeiro lugar para a Rede Globo.
Após a primeira temporada, Cláudia Jimenez foi a primeira a deixar o elenco do Sai do Baixo. Posteriormente foi revelado que ela deixou o programa devido a brigas com dois diretores e roteiristas do programa, que frequentemente encaixavam nos textos piadas sobre seu peso. Ilana Kaplan fez uma participação especial em 4 episódios e Claudia foi fixamente substituída por Márcia Cabrita. O programa perdeu um pouco seu público, mas continuava bem. O episódio Toma que o Filme é Teu, transmitido ao vivo, cravou uma média de 40 pontos na medição do Ibope, com picos de 45.
Os constantes improvisos dos atores causaram problemas nos bastidores. Miguel Falabella foi suspenso do Sai do Baixo por um mês, após reclamações da direção pelo excesso de improvisos que ele colocava nos textos dos episódios. Aracy Balabanian pediu ao diretor de Sai do Baixo, Daniel Filho, para deixar a série. A atriz alegou que não estava conseguindo conter as emoções diante dos improvisos dos colegas e sentia que não estava correspondendo.
Após desentendimentos com os colegas e com o diretor Dennis Carvalho, em maio de 1999, Tom Cavalcante pediu a Marluce Dias da Silva, então diretora-geral da Globo, uma licença de 1 mês do programa para se dedicar à produção do piloto do Megatom – a ser apresentado por ele a partir do início do ano 2000. Marluce aceitou, mas antes da data prevista, Tom interrompeu a gravação de um episódio da 4ª temporada do Sai de Baixo e fez um discurso de despedida para a plateia, surpreendendo os colegas e a própria produção. Após o discurso, jogou o boné de seu personagem para o público e deixou o palco (e o teatro) sem maiores explicações. Como consequência, Tom foi suspenso temporariamente do humorístico, sendo afastado definitivamente pouco tempo depois. Ainda em 1999, mais um personagem entrou em cena: Caquinho, o filho de Caco e Magda, interpretado pelo garoto Lucas Hornos, que também esteve presente em boa parte da temporada seguinte, mas saiu do programa devido a problemas com sua licença junto ao Ministério da Justiça, caso similar ao que acontecia na telenovela Laços de Família.
A saída de Tom Cavalcante, em princípio, não afetou a audiência do Sai de Baixo, mas em 2000 foi noticiado que devido a sucessivas derrotas no Ibope para o SBT, a 5ª quinta temporada seria a última do programa. Naquele ano estreou na grade global o reality show No Limite, que começou a ser exibido antes do Sai de Baixo, que consequentemente passou a ser exibido por volta de 23 horas. O programa foi conquistando médias razoáveis, com picos de até 50 pontos de audiência. Isso ajudou o Sai de Baixo a recuperar sua própria, que aumentou de 20, no início do ano, a 29, com a ajuda de No Limite. Quando o reality terminou, a média caiu para 24 pontos, o suficiente para evitar o cancelamento da série.
Na temporada do ano 2000, entraram para o elenco Ary Fontoura e Luís Carlos Tourinho, quando a família decide abrir um restaurante, o Arouche's Place. O cenário então deixou de ser o apartamento de Vavá e transformou-se no bar. Mas a nova ambientação não foi muito bem aceita, e o apartamento retornou oito episódios depois. Ary Fontoura deixou o elenco do programa em 2001. Sobre a mudança de cenário do programa, Daniel Filho comentou: "Também disseram que Sai de Baixo não daria certo, nem tecnicamente, nem junto ao público, e que nada mais era do que uma chanchada boba. Foi um sucesso imediato. No quinto ano do programa, com elenco desfalcado, resolvemos mudar o cenário e o ambiente. Achávamos que renovaria, daria o fôlego necessário. Fizemos as primeiras gravações. Nas duas, o questionário respondeu positivamente. Mais de 80% achavam o programa melhor. Mas, quando foi ao ar, foi rejeitado. Ao vivo era uma coisa, em casa, outra".
Na sexta temporada, Sai de Baixo voltou a sofrer com a queda de audiência e as mudanças frequentes de horário. Com isso, o programa foi retirado do ar para dar lugar à nova temporada de No Limite. A sétima temporada estreou no dia de Natal, às 0h30, competindo com o fenômeno Casa dos Artistas, com média de apenas 12 pontos, que aumentou à medida que a temporada passava.
O fim do programa gerou um protesto organizado por alguns fãs, que fizeram abaixo-assinados e até um site na Internet, mas o último episódio do programa acabou sendo exibido em 31 de março de 2002, depois da semifinal do Big Brother Brasil 1, exatamente seis anos depois de sua estreia, com média de 19 pontos, contra apenas 5 do SBT. O programa terminou com 244 episódios, sendo que alguns não foram ao ar e ficaram engavetados, como os do Arouche's Place; devido ao fracasso do formato, os personagens voltaram para o apartamento e episódios já gravados não foram apresentados.

## Enredo

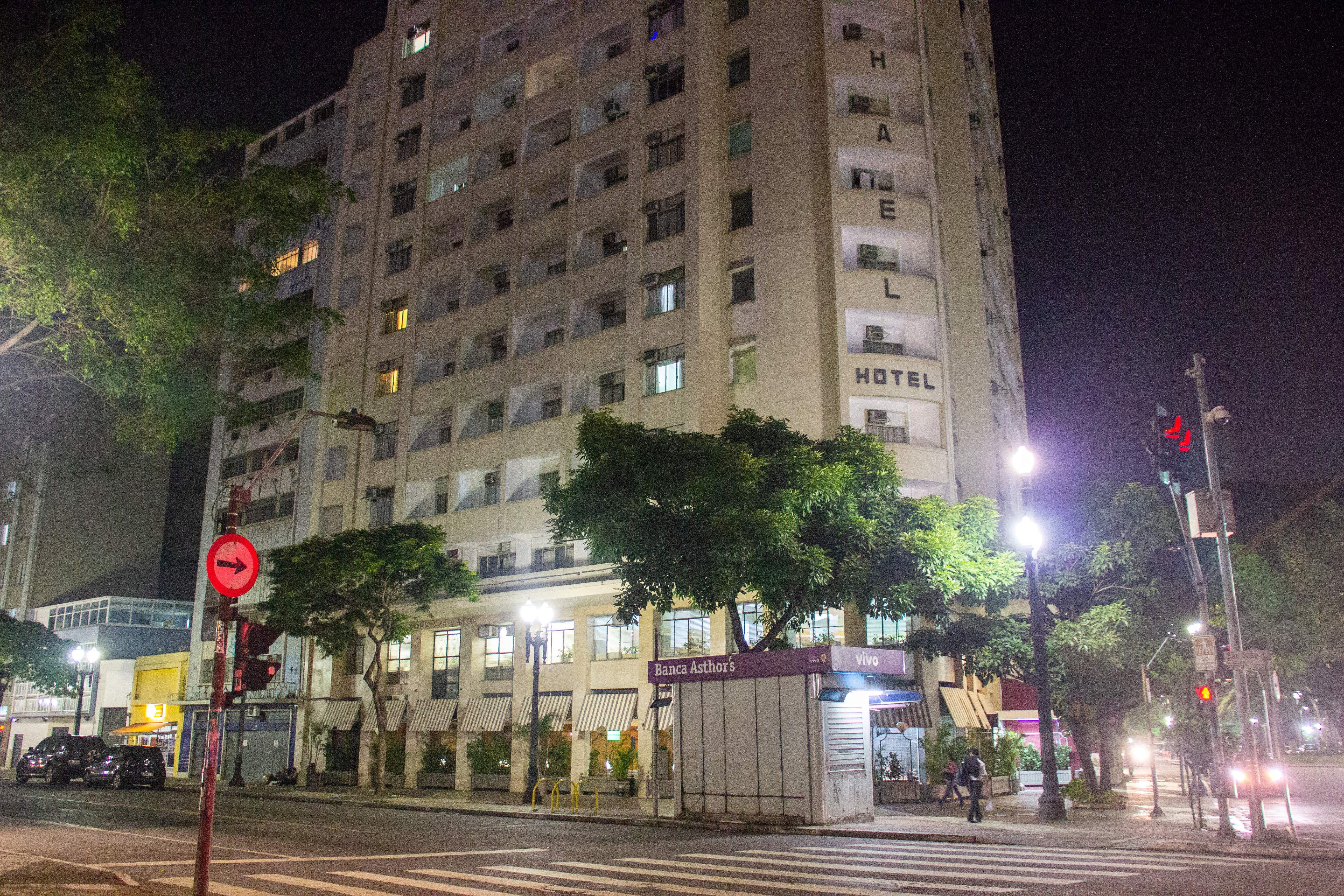
A série se passa em um apartamento próximo do Largo do Arouche.

Carlos Augusto "Caco" Antibes e a esposa Magda viviam numa mansão nos Jardins, gozando de todo o luxo de uma vida rica. Cassandra, mãe de Magda, havia ido morar com eles depois da morte de seu marido, o Brigadeiro Salão. Até que um dia, a Receita Federal fez uma auditoria nas contas pessoais de Caco, descobrindo inúmeras maracutaias e falcatruas. Com isso, Caco foi despejado da mansão junto com a esposa e a sogra, tendo todos os seus bens confiscados. Por isso, os três se viram sem opção a não ser procurar moradia no apartamento do irmão de Cassandra, Vanderlei Vavá Mathias, dono de uma agência de turismo cuja sede estava no próprio apartamento, a Vavatur, e que oscilava entre bons e maus negócios. Mas Vavá não gostou da chegada de seus parentes, uma vez que considera sua família desabrigada um "bando de loucos irresponsáveis". No entanto, obrigado moralmente (e legalmente, já que Cassandra também é dona do apartamento - ela e o irmão o herdaram do pai deles) a recebê-los, Vavá, sua empregada e fiel escudeira Edileuza e o namorado desta, o porteiro Ribamar, começaram daí a fazer de tudo para infernizar cada vez mais os seus hóspedes indesejáveis.
No entanto, quem passou a viver um inferno foi Vavá, pois a sua família não encontrou o menor problema em se recusar a ajudar nas despesas da casa buscando emprego. Ao contrário, para evitar o trabalho, o malandro Caco sempre surgia com ideias mirabolantes de ganhar dinheiro fácil, fosse de que maneira fosse, enquanto vivia às turras com a sogra Cassandra e aturando as burrices da esposa Magda.

## Elenco

### Principal
| Ator                 | Personagem               | Temporadas | Temporadas | Temporadas | Temporadas | Temporadas | Temporadas | Temporadas | Temporadas |
| Ator                 | Personagem               | 1 1996     | 2 1997     | 3 1998     | 4 1999     | 5 2000     | 6 2001     | 7 2002     | 8 2013     |
| -------------------- | ------------------------ | ---------- | ---------- | ---------- | ---------- | ---------- | ---------- | ---------- | ---------- |
| Miguel Falabella     | Caco Antibes             |            |            |            |            |            |            |            |            |
| Marisa Orth          | Magda Mathias Salão      |            |            |            |            |            |            |            |            |
| Aracy Balabanian     | Cassandra Mathias Salão  |            |            |            |            |            |            |            |            |
| Luis Gustavo         | Vanderley Mathias (Vavá) |            |            |            |            |            |            |            |            |
| Tom Cavalcante       | Ribamar                  |            |            |            |            | —          | —          | —          | —          |
| Cláudia Jimenez      | Edileuza                 |            | —          | —          | —          | —          | —          | —          | —          |
| Márcia Cabrita       | Neide Aparecida          | —          |            |            |            |            | —          | —          |            |
| Luiz Carlos Tourinho | Ataíde                   | —          | —          | —          | —          |            |            |            | —          |
| Cláudia Rodrigues    | Sirene                   | —          | —          | —          | —          |            |            |            | —          |

### Recorrente
| Ator             | Personagem                          | Temporadas | Temporadas | Temporadas | Temporadas | Temporadas | Temporadas | Temporadas | Temporadas |
| Ator             | Personagem                          | 1 1996     | 2 1997     | 3 1998     | 4 1999     | 5 2000     | 6 2001     | 7 2002     | 8 2013     |
| ---------------- | ----------------------------------- | ---------- | ---------- | ---------- | ---------- | ---------- | ---------- | ---------- | ---------- |
| Miguel Falabella | Carlota Vasconcellos Antibes (Caca) |            |            |            |            |            |            |            |            |
| Lucas Hornos     | Caquinho Antibes                    | —          | —          | —          |            |            | —          | —          | —          |
| Ary Fontoura     | Pereira                             | —          | —          | —          | —          |            | —          | —          | —          |

### Personagens
- Carlos Augusto Vasconcellos Antibes (Caco) (Miguel Falabella) — Antes um membro da rica sociedade em São Paulo, Caco Antibes foi vítima de uma auditoria da Receita Federal que descobriu um número ilimitado de maracutaias e falcatruas, algumas delas envolvendo políticos influentes. Com isso, Caco e sua esposa Magda foram despejados de sua mansão junto com a sogra, indo morar no apartamento de Vavá.
- Magda Luciana Eugênia Mathias Salão Antibes (Marisa Orth) — Magda Salão Antibes é um caso de uma pessoa adulta abobalhada e confusa e ninfomaniaca compulsiva: sempre erra nos ditados e nomes, age de uma forma infantil e é um aborrecimento na cabeça de seu marido, Caco Antibes, aborrecimento só aliviado quando os dois praticam o "Canguru Perneta", nome de uma sugestiva posição sexual.
- Cassandra Mathias Salão (Aracy Balabanian) — A irmã mais velha de Vavá. Mãe de Magda e sogra de Caco Antibes. Foi morar com a filha e o genro após a morte de seu marido, o Brigadeiro Salão, até a Receita Federal confiscar todos os bens de Caco.
- Vanderley Mathias (Vavá) (Luis Gustavo) — Vanderley Mathias, mais conhecido como Vavá, é o síndico do Arouche Towers e dono da companhia de turismo VavaTur. Após a morte do Brigadeiro Salão, sua irmã, Cassandra, passou a viver em seu apartamento junto com Caco Antibes e sua esposa, Magda.
- Edileuza do Espírito Santo (Cláudia Jimenez) — A empregada do apartamento de Vavá na primeira temporada. Além de criada da casa, é grande amiga, confidente e escudeira do patrão. É praticamente a única pessoa em quem ele tem certeza que pode confiar no apartamento. Depois que os parentes indesejáveis passam a ocupar o domicílio, Edileuza vira uma vítima frequente das implicâncias de Cassandra, que se considera tão patroa dela quanto Vavá (mesmo que os dois discordem disso). A personagem atuou no humorístico por apenas um ano, o que é explicado no final do último episódio da primeira temporada quando ela ganha de presente de Natal sua própria CTPS, permitindo-lhe ir atrás de outro emprego.
- Ribamar Ferreira (Tom Cavalcante) — O porteiro do prédio. Bonachão, tem um comportamento e trejeitos esquisitos. A razão é que sofreu um grave acidente enquanto andava de bicicleta e ficou mais de uma semana em coma, até que um médico alemão colocou uma placa de platina em sua cabeça. Mas a placa é energizada e capta ondas de rádio, televisão e telefone, o que leva Ribamar a personificar vozes de locutores, de atores, de propagandas e coisas do tipo. Costuma também cortejar Edileuza de várias maneiras, pois ele tem estima e atração por ela. Ficou entre a primeira temporada e os doze primeiros episódios da quarta.
- Neide Aparecida dos Santos (Márcia Cabrita) — Empregada do apartamento de Vavá entre a segunda e a quinta temporada. Era namorada de Ribamar, vestida sempre em roupas provocantes e pedindo ajuda para atividades de pobre que causavam repulsa em Caco. Saiu após engavidar e dar à luz, mas retornou para a oitava temporada.
- Ataíde (Luiz Carlos Tourinho) — Inicialmente o braço direito e bajulador de Pereira, sócio de Vavá no Arouche's Place, se torna o novo porteiro do prédio na quinta temporada e sempre ajuda Vavá em suas confusões.Tinha problemas com sua virgindade sexual e queria a todo custo perder esta condição de castidade
- Sirene (Cláudia Rodrigues) — Empregada da família do final da quinta temporada até a sétima. Criada por Cláudia Rodrigues para o teatro e à época também parte da Escolinha do Professor Raimundo e mas tarde do Zorra Total[17] era mal-humorada, desbocada e tinha desprezo por ricos esnobes.
- Carlota Vasconcellos Antibes (Caca) (Miguel Falabella) - Mãe de Caco e sogra de Magda. Caca, assim como seu filho, se considera parte da alta sociedade e é metida a madame, também tendo horror a pobres. Apesar das semelhanças, o relacionamento entre mãe e filho nem sempre é dos melhores, e Caca é do tipo que, mesmo não morando com Caco, muitas vezes vive às custas dos bens do filho e adora abusar, exigindo presentes caros e reclamando da bagunça no apartamento de Vavá. Este por sua vez é apaixonado por Caca e faz de tudo para tentar conquistá-la, sendo vez ou outra correspondido. Por essa e outras razões, Caca é muitas vezes não suportada por Cassandra.
- Carlos Augusto Antibes  Junior (Caquinho) (Lucas Hornos) — Filho de Caco e Magda na quarta e da quinta temporada, sendo que depois é mandado para um internato.
- Pereira (Ary Fontoura) — Dono do restaurante Arouche's Place. Casou-se com Cassandra. É um tremendo sovina. Aparece apenas na quinta temporada, no final da temporada é descoberto que ele abandona a Cassandra por outra mais nova.

## Lista de episódios
| Temporada | Temporada | Episódios | Exibição original      | Exibição original      |
| Temporada | Temporada | Episódios | Estreia de temporada   | Final de temporada     |
| --------- | --------- | --------- | ---------------------- | ---------------------- |
|           | 1         | 38        | 31 de março de 1996    | 29 de dezembro de 1996 |
|           | 2         | 40        | 30 de março de 1997    | 28 de dezembro de 1997 |
|           | 3         | 40        | 29 de março de 1998    | 27 de dezembro de 1998 |
|           | 4         | 40        | 28 de março de 1999    | 26 de dezembro de 1999 |
|           | 5         | 39        | 2 de abril de 2000     | 31 de dezembro de 2000 |
|           | 6         | 30        | 1 de abril de 2001     | 21 de outubro de 2001  |
|           | 7         | 14        | 23 de dezembro de 2001 | 31 de março de 2002    |
|           | 8         | 4         | 11 de junho de 2013    | 2 de julho de 2013     |

## Exibição
De 1996 a 1999, foram reapresentados os melhores episódios da temporada anterior durante os primeiros meses do ano, servindo de "aquecimento" para a temporada começada em abril. Em 2000, a Globo preferiu fazer um "balanço" dos quatro anos anteriores, reapresentando episódios dos anos anteriores, sem compromisso com a ordem cronológica e o sucesso dos episódios, ao contrário das anteriores. Em 2001, não houve reprise dos episódios, devido ao reality-show No Limite 2, que ocupou o horário. E os últimos episódios, de 2002, foram ao ar de janeiro a março, só que inéditos - houve uma interrupção de setembro a dezembro de 2001 devido à outra edição de No Limite.
Na madrugada de 25 para 26 de janeiro de 2004, foi reapresentado o primeiro episódio, "A Festa de Babete", dentro das festividades dos 450 anos de São Paulo. Mesmo indo ao ar tão tarde, curiosamente o áudio dos palavrões pronunciados pelos personagens foi apagado.
Em janeiro de 2005, o canal pago Multishow reprisou os primeiros 17 episódios do humorístico, em comemoração aos 40 anos da Rede Globo.
Os demais episódios do primeiro ano, do 18º ao 26º, só foram reapresentados uma única vez, em fevereiro e março de 2006 - quando o "Sai de Baixo" foi retirado da grade do Multishow.
De acordo com pesquisa divulgada pela imprensa em 2005, só o Sai de Baixo agradou à maior parte do público quando foi reapresentado em comemoração aos 40 anos da Rede Globo. Como resultado, o Sai de Baixo continuou a ser reapresentado, ao contrário da TV Pirata e da Armação Ilimitada, que também foram reprisados no canal, mesmo depois do final das comemorações de aniversário.
Desde 19 de maio de 2010 passou a ser reprisado pelo canal Viva, da Globosat, tendo voltado à programação em junho de 2013, numa temporada de 4 episódios, para comemorar o aniversário da emissora de TV paga. A série ficaria no ar pelo canal até meados de 2025.
Em 6 de maio de 2017 o Sai de Baixo passou a ser novamente reexibido pela TV Globo, desta vez nas tardes de sábado dentro da Sessão Comédia, em substituição de Os Caras de Pau. Devido ao sucesso do programa no horário, a emissora decidiu transformá-lo em atração nacional em 15 de julho do mesmo ano, excluindo a "Sessão Comédia". São exibidos dois episódios: o primeiro, de 14h às 14h40, apenas em emissoras que não têm programação local, como era anteriormente. O segundo, de 14h40 às 15h15, é exibido para quase toda a rede.
Vale ressaltar que praticamente todas as reprises a partir de 2017 não contém a íntegra dos episódios, conforme exibidos originalmente. Os episódios reprisados sofreram grandes cortes, tirando a coesão entre algumas cenas e blocos. Não há um posicionamento oficial sobre a razão de tantos cortes, com possíveis causas sendo adequação à grade de exibição (tempo de duração) e adaptação do humor à audiência atual (politicamente correto). As reprises perdem muito no quesito mais marcante do seriado em seu auge: o humor escrachado e transgressor que se tornaram marca registrada do humorístico.
A re-exibição do Sai de Baixo nas tardes de sábado na Globo permaneceu no ar até o dia 30 de novembro de 2019, sendo substituído por reprises da nova versão da Escolinha do Professor Raimundo a partir do sábado seguinte.
Em 19 de setembro de 2021, a Globo reexibiu após o Fantástico o episódio "Um Certo Capitão Bestalhão", que foi ao ar originalmente na temporada de 1997, como forma de homenagear o ator Luis Gustavo, que faleceu neste dia vítima de um câncer no intestino.
Em 21 de agosto de 2022, a Globo reexibiu após o Fantástico o episódio "Filha da Mãe", que foi ao ar originalmente na temporada de 1996, como uma forma de homenagear a atriz Cláudia Jimenez, que faleceu no dia anterior, vítima de um câncer no mediastino.

### Outras mídias
Em 27 de novembro de 2023, foi disponibilizada pelo Globoplay como parte do Projeto Originalidade, com a atualização para o formato de exibição original; com o formato de imagem restaurado em Full HD, além de aberturas, vinhetas de intervalo e encerramento originais.

## Retorno
Depois de onze anos fora do ar, o humorístico Sai de Baixo teve uma temporada especial com quatro novos episódios realizados pelo Viva. As edições especiais foram rodadas na mesma casa onde o programa viveu seus seis anos de sucesso, o Teatro Procópio Ferreira em São Paulo. Inicialmente planejadas para o fim de outubro e início de novembro, as gravações foram realizadas nos dias 4, 5, 11 e 12 de junho de 2013. A mudança se deveu a uma incompatibilidade de agendas do elenco, que só poderia se reunir novamente naquele período. A direção ficou a cargo de Dennis Carvalho, que comandou o programa original entre 1997 e 2001.
Miguel Falabella, Marisa Orth, Aracy Balabanian, Luis Gustavo e Marcia Cabrita foram confirmados no elenco. No entanto, dois dos personagens originais, Ribamar e Edileuza, representados por Tom Cavalcante e Claudia Jimenez respectivamente, não estiveram presentes na temporada. Cláudia se recuperava de uma cirurgia no coração e estava impedida de trabalhar, enquanto Tom recusou por não se identificar mais com o sitcom desde sua conturbada saída 14 anos antes. Outros dois atores que fizeram parte do elenco fixo nas temporadas seguintes também não estiveram presentes. Luiz Carlos Tourinho, que vivia o porteiro Ataíde, faleceu em 2008, enquanto Cláudia Rodrigues, que interpretou a última empregada, Sirene, não chegou a ser convidada após a produção avaliar que a história não deixava brechas para sua recolocação. Também como na primeira versão, Miguel Falabella  participou da criação dos textos nos novos episódios. Nos dias 3, 10, 17 e 24 de novembro de 2013 a Rede Globo exibiu os episódios depois do Fantástico, exatamente na mesma faixa que consagrou o humorístico.
O canal Viva reexibiu os 4 episódios inéditos gravados em junho de 2013 nos dias 2, 3, 4 e 5 de dezembro de 2013. Os episódios inéditos também foram transmitidos pelo canal Globo Premium em Portugal.

## Filme
Em 2019, foi lançada a versão cinematográfica do seriado. Miguel Falabella, Marisa Orth, Luis Gustavo, Aracy Balabanian e Tom Cavalcante retornaram a seus papéis originais. Devido a recusa de Claudia Jimenez e a morte de Márcia Cabrita, Cacau Protásio foi convidada para interpretar uma nova empregada, Cibabena. O longa também contou com as atuações de Rafael Canedo (como Caquinho), Lúcio Mauro Filho, Katiuscia Canoro e Castrinho, além de uma música inédita composta pela sambista Mart'nália.